# ويليام توماس كلارك
ويليام توماس كلارك (بالإنجليزية: William Thomas Clark)‏ هو محامي وضابط وسياسي أمريكي، ولد في 29 يونيو 1831 في نوروولك في الولايات المتحدة، وتوفي في 12 أكتوبر 1905 في نيويورك في الولايات المتحدة. حزبياً، نشط في الحزب الجمهوري. وقد انتخب عضو مجلس النواب الأمريكي.